# Manfredas Lukjančukas
Manfredas Lukjančukas (Vilnius, 13 novembre 1991) è un arbitro di calcio lituano.

## Carriera
Il 13 marzo 2016 esordisce nella massima serie lituana, A Lyga, dirigendo Kauno Žalgiris-Trakai (0-2). Alla sua prima stagione in A Lyga dirige 7 partite più una dei playout.
La stagione seguente esordisce come arbitro della UEFA dirigendo l'incontro valido per le Qualificazioni al Campionato europeo di calcio Under-19 2017 Austria-Ungheria. Nella stagione 2018-2019 dirige 4 partite del Campionato europeo di calcio Under-19 2017, e due nelle Qualificazioni a Europa League e Champions League.
Il 13 ottobre 2022 esordisce nella fase a gironi di una competizione UEFA dirigendo un incontro di Conference League. Tre giorni dopo, invece, dirige la finale della Coppa di Lituania Žalgiris-Hegelmann, terminata 2-1.
Il 13 dicembre 2023 esordisce nella fase a gironi di Champions League dirigendo Lipsia-Young Boys.